# Eduardas
Eduardas ist ein litauischer männlicher Vorname, abgeleitet von Eduard.

## Personen
- Eduardas Jonušas (1932–2014), Maler und Bildhauer
- Eduardas Mieželaitis (1919–1997), Lyriker
- Eduardas Jonas Monkevičius (* 1938), Richter, Agrarrechtler
- Eduardas Rozentalis (* 1963), Schachmeister, mehrfacher litauischer Meister
- Eduardas Šablinskas (*  1957),  Politiker, Mitglied im Seimas
- Eduardas Vaitkus (*  1956), Hämatologe, Professor, Politiker
- Eduardas Vilkas (1935–2008), litauischer Mathematiker und Politiker
- Eduardas Vilkelis (1953–2023), Ökonom und Politiker